# Нилоты
Нило́ты — группа родственных народов (динка, календжин, луо, шиллук, нуэр, бари, масаи, самбуру, датога, карамоджонг и др.), населяющих бассейн верхнего и среднего Нила по рекам Голубой Нил и Собат в Южном Судане, на территории между озёрами Виктория и Туркана в Уганде и Кении, в Танзании, а также в пограничных районах Демократической Республики Конго, Эфиопии и Египта.
Общая численность около 10 млн человек. Относятся к ярко выраженной негроидной расе, отличаются высоким ростом, вытянутой головой, атлетическим телосложением (нилотский антропологический тип).
Нилоты говорят на языках одной языковой группы (нилотские языки), относящихся к нило-сахарской языковой макросемье, и обладают многими сходными чертами материальной и духовной культуры.
К нилотам иногда относят также нубийцев и горных нубийцев. Большинство нилотов придерживается местных традиционных культов и верований; часть из них (например, луо) были обращены в ислам. Часть нилотов приняла христианство в результате деятельности миссионеров.
Вплоть до XX века территория проживания нилотов очень сильно страдала от набегов работорговцев. В конце XIX века она оказалась разделена между различными колониальными владениями.
Нилоты до сих пор в значительной степени придерживаются родоплеменных отношений. Основные занятия — разведение крупного рогатого скота, земледелие, рыболовство и охота.